# Sphenomorphus forbesi
Sphenomorphus forbesi este o specie de șopârle din genul Sphenomorphus, familia Scincidae, descrisă de Boulenger 1888. Conform Catalogue of Life specia Sphenomorphus forbesi nu are subspecii cunoscute.